# علي بابا (ملك)
كان علي بابا (ج. 854) حاكم مملكة المقرّة (أو المكرّة) النوبية. اضطر إلى المطالبة بالسلام لإنهاء الحرب بين مكوريا ومصر التي بدأت في 854.1